# Экология Санкт-Петербурга

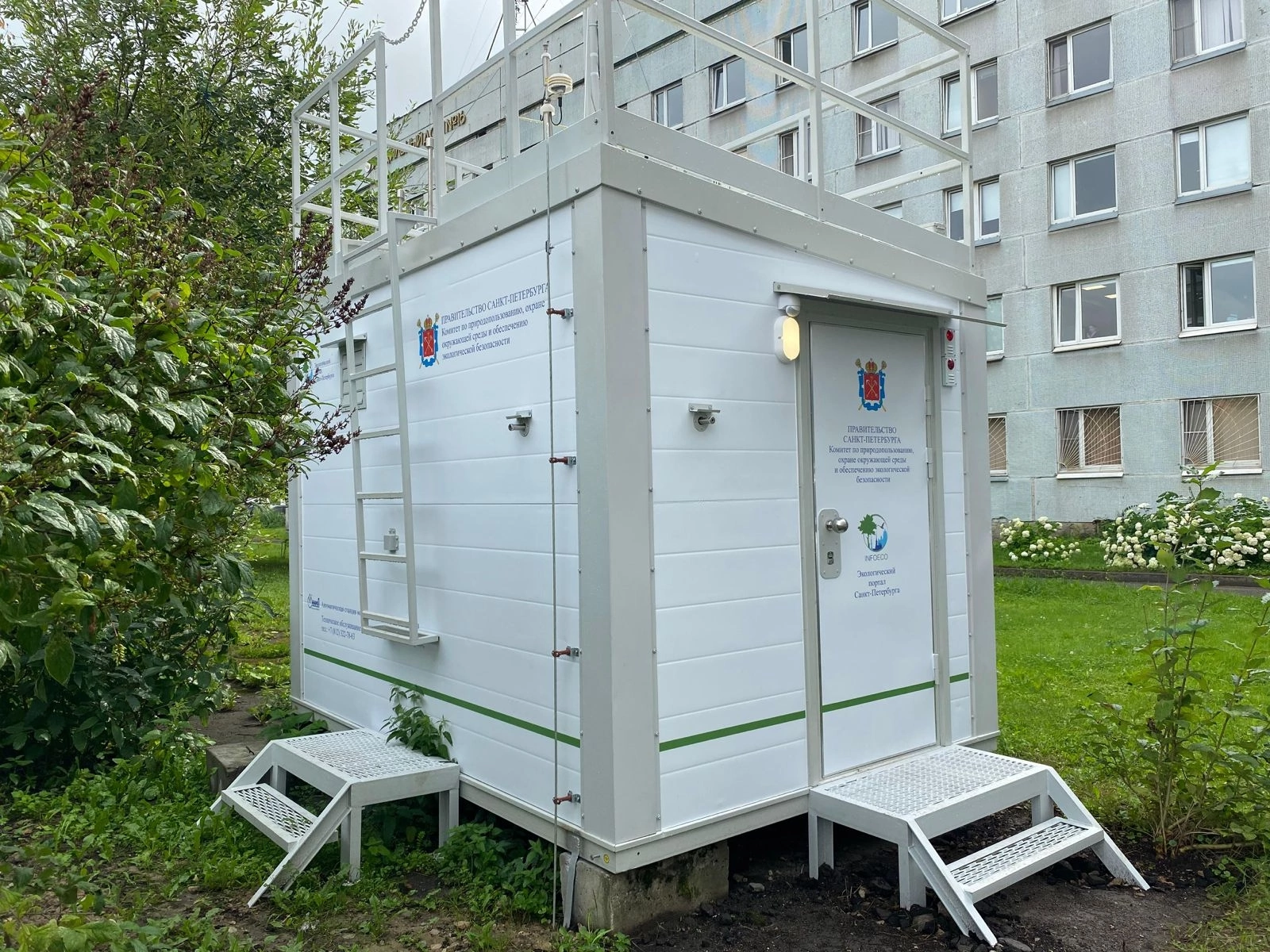
Станция мониторинга атмосферного воздуха в Петербурге

Состояние окружающей среды в Санкт-Петербурге определяется структурой и культурой производства, особенностями размещения производительных сил, а также географическим положением и климатическими условиями. Оно измеряется загрязнением воздушного и водного бассейнов, использованием городских земель, утилизацией отходов производства и потребления, состоянием зеленых насаждений и многими другими факторами. Характер загрязнений и их последствия различаются по природным средам — атмосферный воздух, поверхностные и подземные воды, почвы, зелёные насаждения.

## Качество воздуха

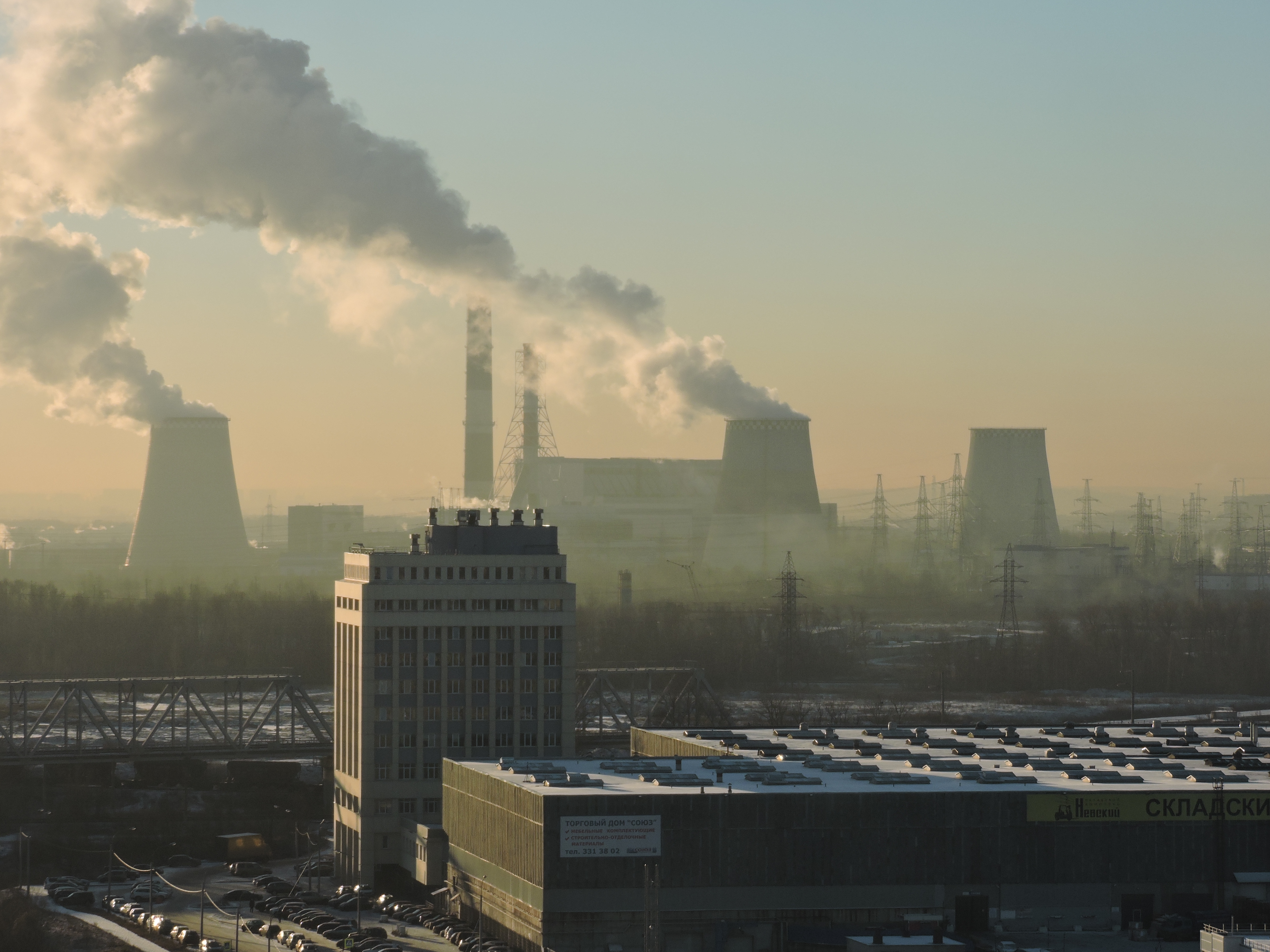
Вид на Южную ТЭЦ из Рыбацкого

Единая государственная система мониторинга загрязнения атмосферного воздуха на территории Санкт-Петербурга включает государственную наблюдательная сеть, сформированную Федеральной службой по гидрометеорологии и мониторингу окружающей среды и территориальную систему наблюдений, сформированную городским Комитетом по природопользованию, охране окружающей среды и обеспечению экологической безопасности.
В рамках территориальной системы наблюдений Комитетом сформирована автоматизированная система мониторинга атмосферного воздуха Санкт-Петербурга (далее - АСМ-АВ), в состав которой входит 25 автоматических станций мониторинга загрязнения атмосферного воздуха. Станции АСМ-АВ расположены во всех 18 административных районах Санкт-Петербурга. На автоматических станциях в зависимости от программы мониторинга осуществляется круглосуточное определение (каждые 20 минут) взвешенных частиц диаметром менее 2,5 мкм (РМ2,5) или взвешенных частиц диаметром менее 10 мкм (РМ10), диоксида серы (SO2), оксида углерода (CO), диоксида азота (NO2), оксида азота (NO), озона (O3). На станциях, оснащённых автоматизированными хроматографами, определяется фенол, ароматические углеводороды (бензол, изомеры ксилолы (о-, м-, п-,), толуол, этилбензол). На автоматической станции №8 дополнительно отбираются пробы на бенз(а)пирен.
Для оценки качества атмосферного воздуха концентрации полученных при измерениях на стационарных постах загрязняющих веществ (в мг/м3, мкг/м3, нг/м3) сравнивают с предельно допустимыми концентрациями (ПДК), которые установлены гигиеническими нормативами СанПиН.
Состояние загрязнения воздушного бассейна города зависит не только от количества выбросов загрязняющих веществ и их химического состава, но и от климатических условий, определяющих перенос, рассеивание и превращение выбрасываемых веществ. В целом климатические условия Санкт-Петербурга, влияющие на уровень загрязнения воздуха, несколько более благоприятны, чем в среднем по городам России (морской климат и благоприятные условия для рассеивания выбросов от промышленных предприятий и автотранспорта). Согласно розе ветров, за год для Санкт-Петербурга город чаще продувается ветрами юго-западных (23 %) и западных (19 %) направлений.
Загрязнение атмосферного воздуха определяется объёмом выбросов загрязняющих веществ от стационарных и передвижных источников. Наиболее остро проблема загрязнения атмосферного воздуха ощущается в крупных городах с развитой промышленностью и большим количеством автотранспорта. К числу таких городов относится и Санкт-Петербург – второй по численности населения и промышленному потенциалу город России.
По сравнению с предыдущим (2021) годом в 2022 году снизились суммарные выбросы твердых веществ – на 1,4% (0,1%), оксидов азота (NOx) – на 1,5% (0,7 тыс. т) и выбросы ЛОС на 0,5% (0,1 тыс. т). Увеличились выбросы диоксида серы (SO2) на 1,5% (0,1 тыс. т), оксида углерода на 2,1% (2,7 тыс. т) и выбросы метана (CHx) на 10,6% (0,1 тыс. т). Суммарные выбросы от стационарных источников и АТС увеличились на 1,0% (2,0 тыс. т).
Основной объём выбросов – 65,4% от суммарных выбросов всех загрязняющих веществ г. Санкт-Петербурга, вносит автомобильный транспорт.

## Сточные воды
Сточная вода в Ленинграде начала очищаться только с 1979 года. Крупнейшими канализационными очистными сооружениями Петербурга являются: Центральная станция аэрации, Северная станция аэрации, Юго-Западные очистные сооружения. В 1997 году очищалось около 74 % сточных вод, а в 2005 — уже 85 %, к концу 2009 года Петербург очищал 91,7 % сточных вод. В 2021 году ГУП «Водоканал Санкт-Петербурга» завершил работы по строительству Охтинского коллектора, а в 2022-м — по переключению прямого выпуска в реку Славянка, что позволило увеличить уровень очистки сточных вод в Санкт-Петербурге до 99,7 %.
Санкт-Петербург расположен в замыкающем звене крупнейшей в Европе водной системы Онежское озеро — Ладожское озеро — река Нева — Финский залив.
Экологическое состояние трансрегиональных водных объектов на территории города в немалой степени зависит от загрязнений, поступающих в них со всей территории водосбора. При этом качество воды в реке Неве, являющейся безальтернативным источником водоснабжения нашего города, во многом определяется качеством воды Ладожского озера. Реализуемые в отношении трансрегиональных водных объектов водохозяйственные мероприятия будут максимально эффективными при условии увязки, синхронизации их проведения на территориях смежных регионов. Это касается и схем водоснабжения и водоотведения, и мероприятий по экологическому восстановлению водных объектов.
Петербург выступил одним из основных инициаторов разработки отдельного федерального проекта по экологическому оздоровлению и защите водной системы Онежское озеро — Ладожское озеро — река Нева — Финский залив.
Проект будет носить системный характер, предусматривая не только строительство и реконструкцию очистных сооружений, но и расчистку, восстановление и реабилитацию водных объектов, мероприятия по сохранению водных биологических ресурсов, сокращению поступления загрязняющих веществ с диффузионным стоком, необходимые наблюдения и исследования.

## Обращение с отходами

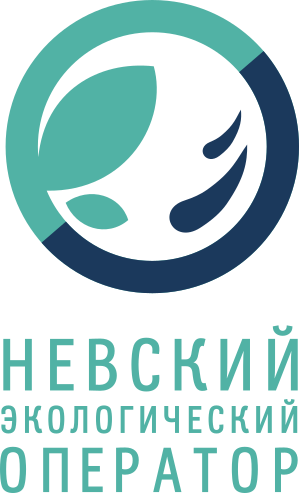
Логотип НЭО

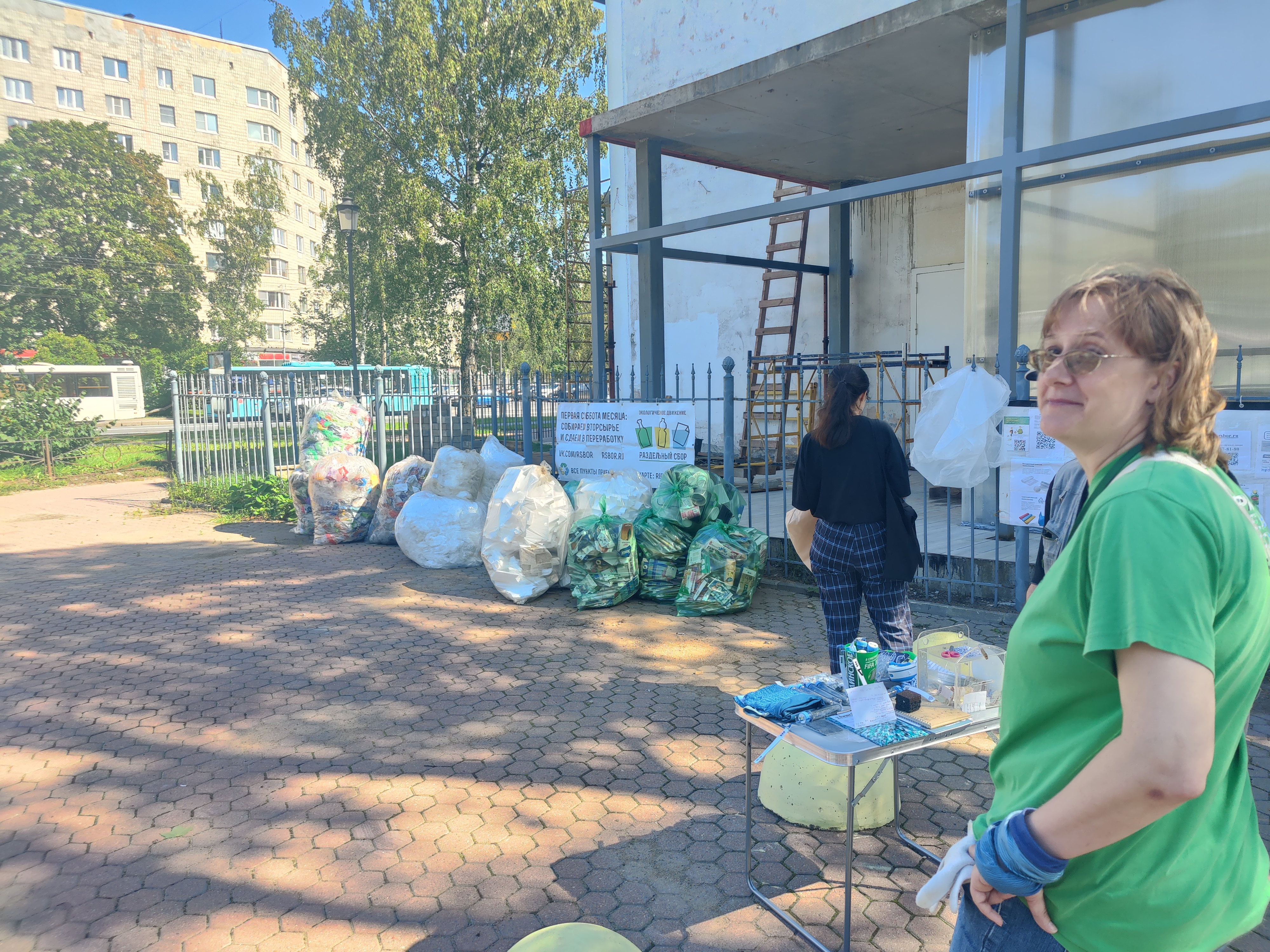
Активисты акции «Раздельный сбор» в мае 2023 года. На столе на первом плане — образцы продукции из переработанных товаров

В 2022 году Санкт-Петербург перешёл на новую систему обращения с ТКО. К работе приступил АО «Невский экологический оператор», выбранный региональным оператором Петербурга на основании конкурсной процедуры.
Процент обработки ТКО в 2022 году увеличен с 29,6 в 2021 году до 44,1 % в 2022 году.
Обеспечен подтвержденный средний уровень отбора вторичных материальных ресурсов на объектах обработки ТКО в 8 %.
Процесс захоронения ТКО стал полностью подконтролен и осуществляется исключительно на объектах захоронения отходов, отвечающих требованиям законодательства и включённых в территориальные схемы Ленинградской области и Санкт-Петербурга.
Таким образом, после вступления Петербурга в реформу в сфере обращения с отходами система обращения с ТКО стала прозрачной и контролируемой.
В 2022 году в целях проведения единой государственной политики в области обращения с отходами производства и потребления на территории Санкт-Петербурга, а также сохранения единства городского хозяйства сформирована необходимая региональная нормативная правовая база:
Законом Санкт-Петербурга от 10.06.2022 № 272-37 "О внесении изменений в Закон Санкт-Петербурга «Об организации местного самоуправления в Санкт-Петербурге» и Закон Санкт-Петербурга «Экологический кодекс Санкт-Петербурга» за Правительством Санкт-Петербурга закреплены полномочия по:
— определению схемы размещения мест (площадок) накопления твердых коммунальных отходов и ведению реестра мест (площадок) накопления твердых коммунальных отходов;
— созданию и содержанию мест (площадок) накопления твердых коммунальных отходов, за исключением установленных законодательством Российской Федерации случаев, когда такая обязанность лежит на других лицах.
Постановлением Правительства Санкт-Петербурга от 15.09.2022 № 849 полномочия по созданию и содержанию мест накопления ТКО, за исключением случаев, когда такая обязанность лежит на других лицах, возложены на администрации районов Санкт-Петербурга, полномочия по определению схемы и ведению реестра мест накопления ТКО возложены на Комитет по природопользованию.
В целях установления единого подхода и определения общих требований к организации раздельного накопления отходов распоряжением Комитета от 01.07.2022 № 371-р утвержден Порядок накопления твердых коммунальных отходов (в том числе их раздельного накопления) на территории Санкт-Петербурга. Разделом 5 Порядка накопления установлена последовательность действий для организации раздельного накопления ТКО образователями.
Протоколом от 21.02.2022 Губернаторами Санкт-Петербурга и Ленинградской области утверждена Единая концепция обращения с ТКО на территории Санкт-Петербурга и Ленинградской области.
Результатом реализации мероприятий, предусмотренных Единой концепцией, должно стать обеспечение 100-процентной обработки и двукратного снижения захоронения ТКО, образующихся на территории Санкт-Петербурга и Ленинградской области.
Распоряжением Комитета по природопользованию от 15.06.2022 № 361-р утверждена новая редакция Территориальной схемы обращения с отходами производства и потребления.
Новая редакция Территориальной схемы содержит максимально подробные схемы потоков ТКО от источников их образования и мест накопления до объектов обработки, утилизации, объектов размещения отходов, с прогнозом на 10 лет.
Кроме того, по итогам проведенной региональным оператором масштабной инвентаризации/верификация мест (площадок) накопления отходов в Территориальной схеме установлен полный перечень мест (площадок) накопления ТКО на территории Санкт-Петербурга.
Такая инвентаризация мест (площадок) накопления отходов и цифровизация всей информации позволили в максимально короткие сроки выстроить оптимальную систему вывоза ТКО в новых условиях реформы.
В рамках реформирования отрасли обращения с отходами в Санкт-Петербурге и развития системы раздельного накопления отходов с 2022 года региональный оператор и его партнёрами реализуются пилотные проекты по внедрению пофракционной и двухпоточной систем раздельного накопления.

## Обращение с опасными отходами
Комитет по природопользованию создал в Петербурге уникальную систему сбора опасных отходов от населения.
Жители могут бесплатно сдать расширенную номенклатуру отходов: ртутные лампы, ртутные приборы и термометры, батарейки и аккумуляторы, лекарственные препараты с истекшим сроком годности, вышедшая из эксплуатации бытовая, электронная, компьютерная и оргтехника, химические отходы, лаки, краски, бытовая химия, ртутьсодержащие отходы, отработанные масла, автомобильные покрышки. В 2023 году в городе функционируют 505 экотерминалов для батареек и компактных ламп, 18 экопунктов во всех районах и 2 экомобиля для приема всего перечня опасных отходов.

## Особо охраняемые природные территории

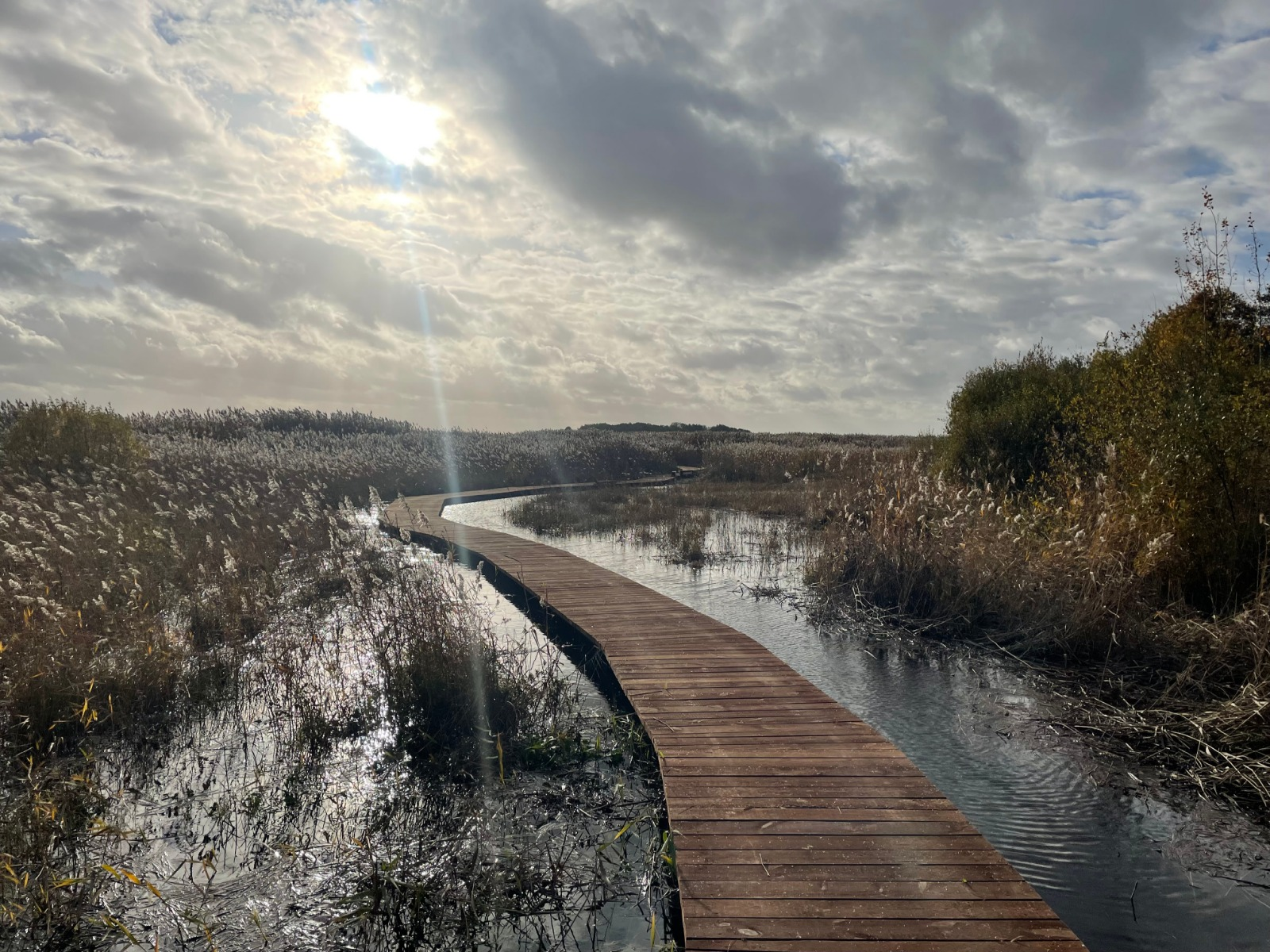
Бугаиная тропа в заказнике Северное побережье Невской губы

Заповедные территории, или особо охраняемые природные территории (сокращенно их называют ООПТ) ― это одна из наиболее эффективных форм охраны природы, целью которой является сохранение и восстановление биологического и ландшафтного разнообразия. Санкт-Петербург ― один из первых городов России, где в 90-х годах XX века стали создаваться особо охраняемые природные территории.
На 2023 год природно-заповедный фонд Петербурга состоит из 17 ООПТ регионального значения ― 10 государственных природных заказников и 7 памятников природы.  
Их общая площадь ― 9 212 га, что составляет 6,4 % от площади города.
Расположены они в 8 районах города, но лидируют по их количеству Курортный, Приморский и Петродворцовый.
На заповедных территориях Санкт-Петербурга представлены практически все природные комплексы, характерные нашего региона ― как типичные, так и редкие, и даже уникальные.
Здесь можно увидеть:
- типичные для Северо-Запада таёжные леса,
- участки широколиственных лесов, характерные для более южных широт;
- различные типы болот (верховые, переходные, низинные, в т.ч. приморские)
- морские побережья и мелководья Невской губы, которые служат местами гнездования и стоянок водоплавающих и околоводных птиц, мигрирующих по Беломоро-Балтийскому пролетному пути,
- речные и озерные системы,
- островные экосистемы с почти исчезнувшими в городе черноольховыми лесами и приморскими травянистыми сообществами,
- старинные пейзажные парки со множеством старовозрастных деревьев,
- геологические объекты: возвышенности и обнажения палеозойских горных пород.

Такое разнообразие различных природных ландшафтов обеспечивает и многообразие обитающих на них грибов, растений, животных и других живых организмов.
Основными нормативными правовыми актами, которые регулируют отношения в области создания, охраны и использования ООПТ, являются Федеральный закон от 14.03.1995 № 33-ФЗ «Об особо охраняемых природных территориях» и Закон Санкт-Петербурга от 29.06.2016 № 455-88 «Экологический кодекс Санкт-Петербурга».
Статус особо охраняемых природных территорий, как правило, получают уголки природы, наименее нарушенные человеком. Здесь горожане могут увидеть нашу северную природу в первозданном виде и познакомиться со всем её многообразием. Городские заказники и памятники природы ― это не только дом для многих растений и животных, это ещё и место, где мы можем отдохнуть душой и восстановить силы, вырвавшись из техногенной среды. В пределах часа езды из центра города можно попасть на древнее, никогда не подвергавшееся осушению болото, в дремучий еловый лес или на морское побережье. Начать знакомство с природой Санкт-Петербурга удобнее всего с посещения специально обустроенных экологических маршрутов.
За создание и содержание заповедных территорий Петербурга отвечает ГКУ "Дирекция особо охраняемых природных территорий Санкт-Петербурга".

## Бродячие собаки

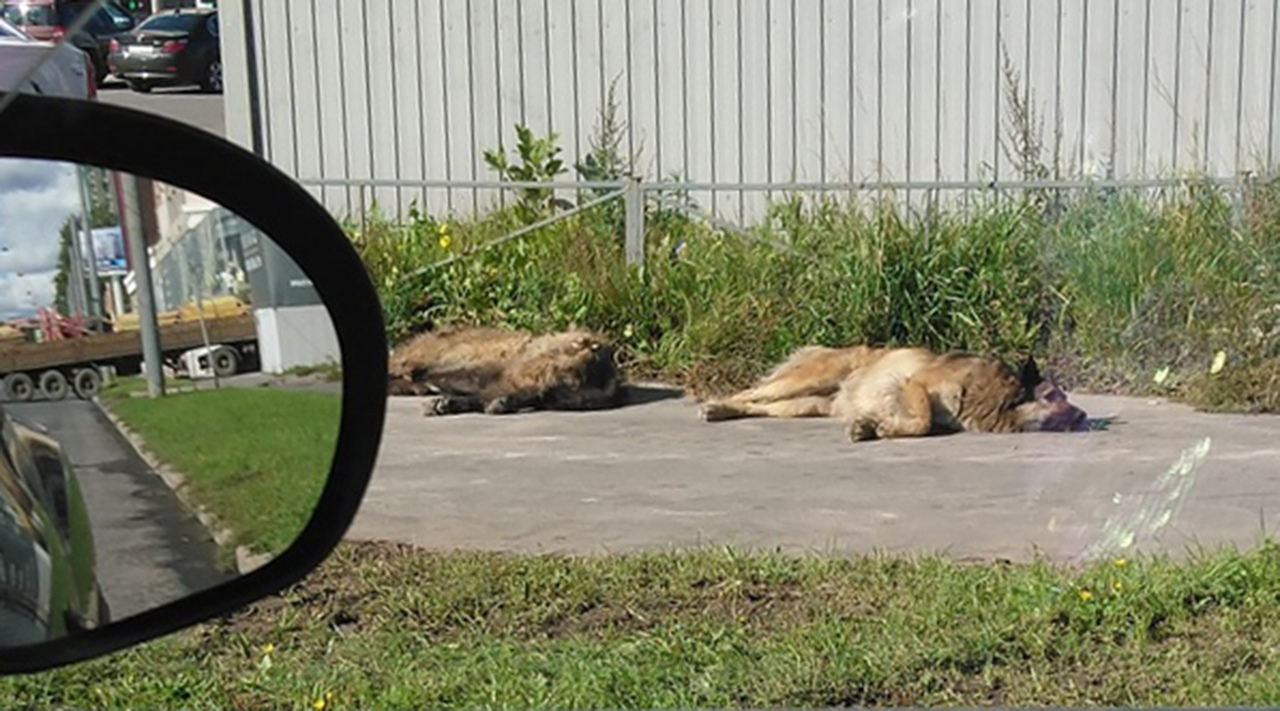
Стерилизованные бродячие собаки, выпущенные по программе ОСВВ на улицы Санкт-Петербурга

С 2005 года в городе за счет бюджетного финансирования была начата реализация экспериментальной методики ОСВВ, подразумевающей свободное нахождение безнадзорных собак на улицах. В 2017 году, по данным вице-губернатора Анны Митяниной, спустя 12 лет после начала гуманной программы, собаки, в том числе бродячие, покусали около 9000 жителей Петербурга.
По мнению биолога, координатора Движения реалистической зоозащиты Владимира Рыбалко, проведение мероприятий ОСВВ в Санкт-Петербурге привело к всплеску догхантерства и к массовой самовольной потраве собак жителями. В 2018 году финансирование ОСВВ из городского бюджета составляло 29,4 млн руб.(в 2017 году — 28 млн руб.). В том же году местная активистка Светлана Антонова выиграла иск у правительства Санкт-Петербурга, требуя изменить программу по регулированию численности бездомных животных. По её мнению, стерилизация безнадзорных собак не работает, более гуманным и эффективным способом является усыпление. По мнению активистки, программа ОСВВ, нарушает 42 статью Конституции РФ «О праве человека на благоприятную окружающую среду».